# Lúcio Costa
Lúcio Marçal Ferreira Ribeiro Lima Costa (* 27. Februar 1902 in Toulon; † 13. Juni 1998 in Rio de Janeiro) war ein brasilianischer Architekt und Stadtplaner.

## Leben und Wirken
Nach einer Kindheit und Jugend in Europa zog Costa nach Brasilien, wo er 1924 in Rio de Janeiro an der Hochschule für Schöne Künste – deren Leiter er 1930 selbst wurde – einen Abschluss als Architekt erwarb. 

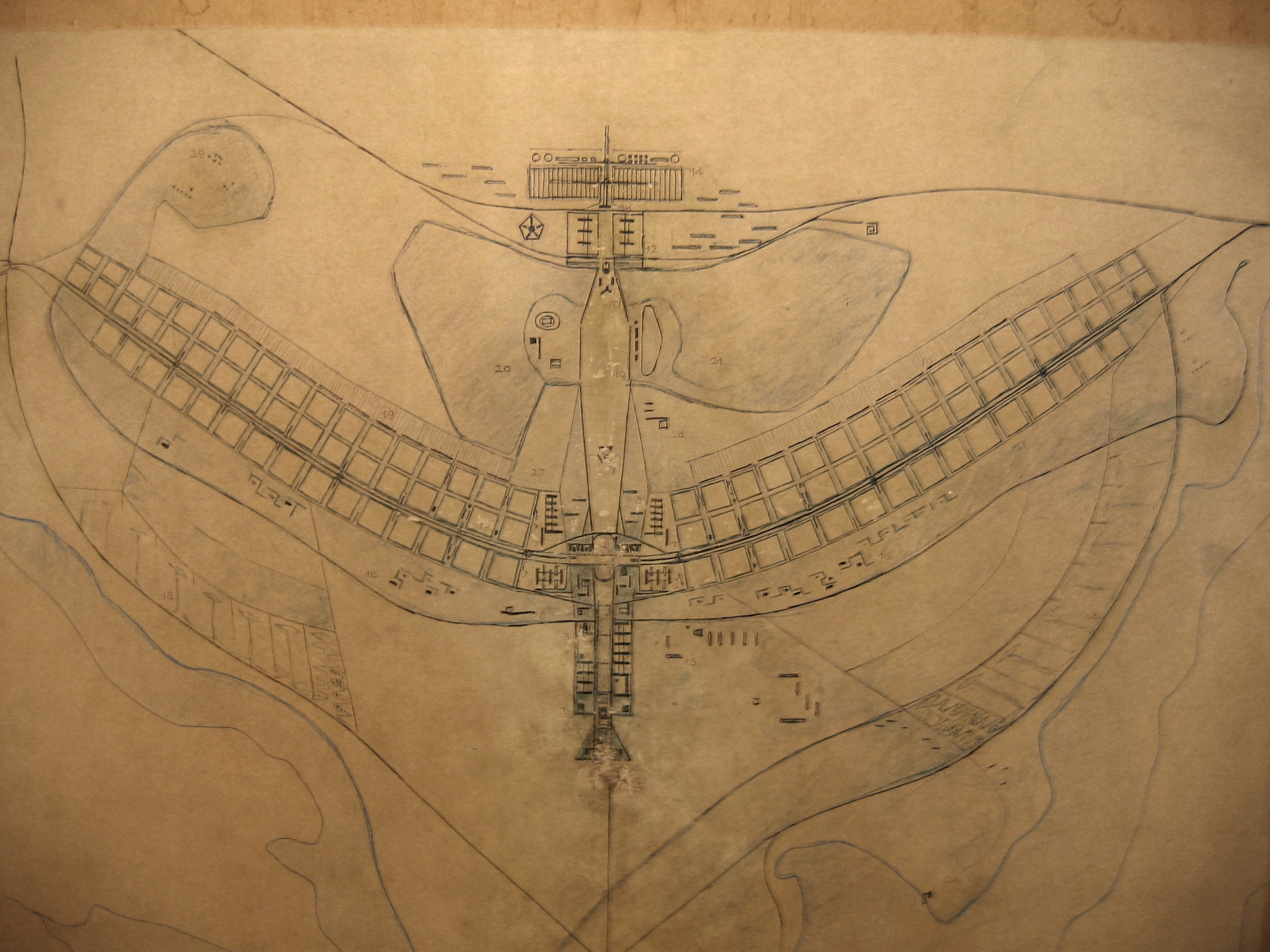
Plan zum Bau Brasílias von Lúcio Costa

Costa war ein Anhänger des modernen Stils von Le Corbusier, den er mit traditionellen Elementen der brasilianischen Architektur verbinden wollte. Seine führende Rolle in der brasilianischen Architektur-Moderne verdeutlichte er u. a. durch den Brasilien-Pavillon der New Yorker Weltausstellung von 1939 (gemeinsam mit Oscar Niemeyer), dem Wohnviertel Parque Guinle in Rio 1948 und dem Hotel do Park São Clemente in Nova Friburgo. 
Am bekanntesten wurde er aber durch den Plan zum Bau der neuen brasilianischen Hauptstadt Brasília, für den er 1957 berufen wurde. Er taufte ihn Plano Piloto (deutsch Masterplan). Die Detailplanung der Gebäude übernahm wieder Oscar Niemeyer, doch behielt sich auch Costa die Planung zahlreicher Details vor, bis hin zur Farbe der Uniformen der Busfahrer (dunkelgrau). Differenzen zwischen den beiden Chefplanern blieben nicht aus, doch gelang in erstaunlich kurzer Zeit die Realisierung dieser Planhauptstadt, die bereits 1960 „schlüsselfertig“ übergeben und von Staatspräsident Juscelino Kubitschek eingeweiht werden konnte. 1962 kamen Universität und Kathedrale hinzu, 1967 der Fernsehturm Brasília, 1978 der Stadtpark und 1981 die Zentralbank. Seit 1987 gehört das Stadtzentrum zum Weltkulturerbe der UNESCO und seit 2001 verfügt Brasilia, das heute im Großraum nahezu 3 Millionen Einwohner hat, über eine U-Bahn.
Die Stadt gilt als Symbol für den Fortschritt und verfügt über ein beeindruckendes Ensemble öffentlicher Bauten, insbesondere im Regierungsviertel an der „Pilotenkanzel“, zugleich wird aber oft auch die Geschichtslosigkeit und Kälte dieser Reißbrettstadt kritisiert.

## Kontroverse
Während seiner langen Amtszeit als regionaler und später nationaler Leiter des Instituts für Nationales Historisches und Künstlerisches Erbe (Instituto do Patrimônio Histórico e Artístico Nacional – IPHAN), drängte Costa auf eine systematische Dokumentation des bestehenden architektonischen und städtebaulichen Erbes. Seine Kritiker werfen ihm jedoch vor, dass er seine persönlichen Vorlieben und politischen Meinungen in die Grundlagen seiner Entscheidungen einfließen ließ.
Costa bevorzugte die portugiesische Kolonialarchitektur Brasiliens während der portugiesischen Kolonialzeit gegenüber der Architektur jeder anderen Zeit oder ethnischen Gruppe (mit Ausnahme des brasilianischen Modernismus). Aufgrund dieser Haltung, die dank Costas Einfluss an den Architekturschulen auch jüngeren Denkmalschützern vermittelt wurde, ging ein Großteil der Architektur des 19. und frühen 20. Jahrhunderts, darunter auch die Architektur deutscher, japanischer und italienischer Einwanderer, in den 1960er und 1970er Jahren durch die Stadterneuerung verloren.
Als 1936 der Wettbewerb für den Entwurf des neuen Ministeriums für Bildung und Gesundheit ausgeschrieben wurde, gewann ein eklektischer Entwurf des Architekten Arquimedes Memória. Costa nutzte seine politischen Verbindungen innerhalb der Regierung, um das Wettbewerbsergebnis zu verwerfen und stattdessen ein neues Designteam unter der Leitung von ihm selbst, den Gebrüdern Roberto und dem jungen Architekten Oscar Niemeyer zu bilden, der zuvor Costas Praktikant gewesen war.
1975 löste Costa, der damals Leiter des IPHAN war, eine öffentliche Kontroverse aus, als er sich weigerte, die Denkmalschutzurkunde für den Palácio Monroe zu unterzeichnen. Das Gebäude sollte wegen des Baus der U-Bahn von Rio de Janeiro abgerissen werden, doch angesichts des öffentlichen und medialen Aufruhrs verlegte das Bauunternehmen die Trasse, um das Gebäude zu erhalten. Diese Bemühungen waren jedoch vergeblich, denn am 11. Oktober 1975 genehmigte der Präsident Brasiliens Ernesto Geisel den Abriss des Gebäudes, und ein Bauunternehmer ließ es im März 1976 dem Erdboden gleichmachen. Diese Entscheidung widersprach dem Beschluss des Bundesstaates Rio de Janeiro, das Gebäude 1974 zum offiziellen Wahrzeichen zu erklären. 1979 wurde die U-Bahn-Station Cinelândia als eine der ersten fünf Stationen des damals neuen U-Bahn-Netzes am Standort des abgerissenen Palastes eröffnet.